# Воротничковый мангуст
Воротничковый мангуст (лат. Herpestes semitorquatus) — вид хищных млекопитающих из семейства мангустовых (Herpestidae). Встречается только на острове Калимантане и, возможно, также на Суматре.

## Внешний вид, строение и систематика
Длина тела с головой около 40-45,5 см, хвоста — 28,5-30 см, что означает, что он составляет более 60 % длины головы и тела. Вес около 3-4 кг. Основная окраска красновато-коричневая с желтоватым рисунком на спине. Нижняя часть ног черно-бурая, хвост желтоватый, как и нижняя часть головы и шеи. От уха к плечу проходит белесая полоса. Остевые волосы довольно короткие, длиной от 10 до 20 мм.
Зубной ряд состоит из 40 зубов. Воротничкового мангуста раньше иногда считали подвидом короткохвостого мангуста, но в настоящее время считается, что это отдельный вид.

## Распространение и среда обитания
Этот вид обитает почти исключительно на Калимантане, где он, по-видимому, населяет большую часть малазийской и индонезийской частей острова, а также, вероятно, территорию Брунея. Долгое время с острова Суматра были известны только два старых музейных экземпляра 1917 года, пока в 2012 году не появились новые свидетельства из Ачеха. Форма с этого острова была описана как отдельный подвид (U.s.uniformis) в отличие от калимантанской формы (U.s. semitorquata). Однако эта классификация не признана. Воротничковый мангуст встречается в первичных и вторичных лесах, а также на плантациях. На Калимантане вид встречается от уровня моря до высоты 1200 м. О состоянии популяции почти ничего не известно. МСОП классифицирует его как «Близкий к уязвимому положению». Недавно этот вид был впервые зарегистрирован в районе национального парка горы Кинабалу.

## Образ жизни
Об их образе жизни мало что известно. Судя по всему, это наземные одиночные звери. Оценки фотографий, полученных с помощью фотоловушек позволяют предположить, что воротничковый мангуст ведет дневной образ жизни.

## Таксономия
Herpestes semitorquatus — научное название, предложенное Джоном Эдвардом Греем в 1846 году для темно-коричневого экземпляра мангуста, собранного на Калимантане. Подвид Mungos semitorquatus uniformis, предложенный Гербертом К. Робинсоном и Сесилом Боденом Клоссом в 1919 году, был описан по двум экземплярам воротничкового мангуста, добытых в округе Офир, Западная Суматра. В настоящее время считается, что все азиатские мангусты принадлежат к роду Urva.
Калимантанские и суматранские воротничковые мангусты почти не различаются генетически.